# Mont Richthofen
Pour les articles homonymes, voir Richthofen.
Le mont Richthofen est le point culminant des montagnes Never Summer, dans les Rocheuses. Il culmine à 3 944 mètres et a été nommé en l'honneur du baron Ferdinand von Richthofen, géologue allemand pionnier.